# Elect (ambt)
Een elect is iemand die wél tot bisschop is benoemd, maar nog niet tot bisschop is gewijd.
Een bisschop wordt benoemd door de paus. Na enige tijd wordt de elect gewijd. Een bisschopswijding wordt verricht door drie bisschoppen: één consecrator en twee co-consecratoren.
Een bisschopswijding zonder toestemming van het Vaticaan is niet geoorloofd, op straffe van excommunicatie.